# Eleições parlamentares europeias de 2004 (Bélgica)
As eleições parlamentares europeias de 2004 na Bélgica, realizadas a 13 de Junho, serviram para eleger a delegação do país para o Parlamento Europeu. O colégio eleitoral flamengo elegeu 14 membros, o colégio eleitoral francês elegeu 9 membros e o colégio eleitoral alemão elegeu 1 membro.

## Resultados Nacionais

### Colégio Alemão
| Partido | Partido                          | Votos  | %               | +/-  | Deputados | +/-     |
| ------- | -------------------------------- | ------ | --------------- | ---- | --------- | ------- |
|         | Partido Social Cristão           | 15 722 | 42,49 / 100,00  | 6,02 | 1 / 1     | Estável |
|         | Partido da Liberdade e Progresso | 8 434  | 22,79 / 100,00  | 3,19 | 0 / 1     | Estável |
|         | Partido Socialista               | 5 527  | 14,94 / 100,00  | 3,52 | 0 / 1     | Estável |
|         | Ecolo                            | 3 880  | 10,49 / 100,00  | 6,52 | 0 / 1     | Estável |
|         | Partidos Belgas Germanófonos     | 3 442  | 9,30 / 100,00   | 0,62 | 0 / 1     | Estável |
| Total   | Total                            | 37 005 | 100,00 / 100,00 |      | 1 / 1     |         |

### Colégio Flamengo
| Partido | Partido                                   | Votos     | %               | +/-  | Deputados | +/-     |
| ------- | ----------------------------------------- | --------- | --------------- | ---- | --------- | ------- |
|         | Democratas-Cristãos-Nova Aliança Flamenga | 1 131 119 | 28,15 / 100,00  | 6,47 | 4 / 14    | 1       |
|         | Vlaams Blok                               | 930 731   | 23,16 / 100,00  | 8,07 | 3 / 14    | 1       |
|         | Liberais e Democratas Flamengos           | 880 279   | 21,91 / 100,00  | 0,03 | 3 / 14    | Estável |
|         | Partido Socialista - Diferente            | 716 317   | 17,83 / 100,00  | 3,62 | 3 / 14    | 1       |
|         | Agalev-Groen                              | 320 874   | 7,99 / 100,00   | 3,99 | 1 / 14    | 1       |
|         | Outros                                    | 38 973    | 0,97 / 100,00   |      | 0 / 14    |         |
| Total   | Total                                     | 4 018 293 | 100,00 / 100,00 |      | 14 / 14   |         |

### Colégio Francês
| Partido | Partido                      | Votos     | %               | +/-   | Deputados | +/-     |
| ------- | ---------------------------- | --------- | --------------- | ----- | --------- | ------- |
|         | Partido Socialista           | 878 577   | 36,09 / 100,00  | 10,31 | 4 / 9     | 1       |
|         | Movimento Reformador         | 671 422   | 27,58 / 100,00  | 0,59  | 3 / 9     | Estável |
|         | Centro Democrático Humanista | 368 753   | 15,15 / 100,00  | 1,84  | 1 / 9     | Estável |
|         | Ecolo                        | 239 687   | 9,84 / 100,00   | 12,86 | 1 / 9     | 2       |
|         | Frente Nacional              | 181 351   | 7,45 / 100,00   | 3,35  | 0 / 9     | Estável |
|         | Outros                       | 94 903    | 3,90 / 100,00   |       | 0 / 9     |         |
| Total   | Total                        | 2 434 693 | 100,00 / 100,00 |       | 9 / 9     | 1       |